# James Husband
Pour les articles homonymes, voir Husband.
James Andrew Husband, né le 3 janvier 1994 à Leeds, est un footballeur anglais qui évolue au poste de défenseur au Blackpool FC.

## Carrière

### Doncaster Rovers
Husband est né à Leeds dans le West Yorkshire. Il a fréquenté la Wigton Moor Primary School et la Boston Spa School. Après avoir été formé à l'académie de Leeds United, il rejoint Doncaster Rovers et signe un contrat de formation de deux ans à l'été 2010. Il signe son premier contrat professionnel en novembre 2011, un accord de deux ans et demi, après avoir attiré l'intérêt de clubs de Premier League. Il fait ses débuts en équipe première le 17 avril 2012 lors d'un match nul 0-0 contre Middlesbrough, entrant en jeu en seconde mi-temps à la place de Shelton Martis. Il dispute sa première titularisation quatre jours plus tard, lors de la victoire 2-0 contre Coventry City. Husband est élu homme du match lors de la victoire de Rovers en deuxième tour de la Coupe de la Ligue contre Hull City.
Ses premiers buts pour Rovers surviennent lorsqu'il est déplacé temporairement au milieu gauche. Le premier est marqué contre Crawley Town le 18 février, suivi d'un deuxième huit jours plus tard contre Shrewsbury Town. À la fin de la saison, Rovers sont promus en Championship.
Husband marque son premier but de la saison 2013-2014 le 16 août, lorsqu'un centre trop frappé survole le gardien de Blackburn Rovers pour sceller une victoire 2-0. Doncaster est relégué en League One à la fin de la saison.

### Middlesbrough
Le 26 juillet 2014, James Husband rejoint Middlesbrough (Championship) dans un échange contre Curtis Main. Il marque son premier but avec les U21 en décembre 2014 lors d'une victoire 2-1 contre Newcastle United U21.

### Norwich City
Le 11 juillet 2017, Husband signe un contrat de trois ans avec Norwich City pour un montant non divulgué. Il débute le 5 août lors du match nul 1-1 contre Fulham. Titulaire en première moitié de saison (15 matchs de championnat et 3 en Coupe de la Ligue), il est remplacé par Jamal Lewis après un nul 0-0 contre Burton Albion en décembre. Il ne joue que trois fois en 2018, dont un dernier match contre Sunderland où il est remplacé à la mi-temps.
En août 2018, il joue un match contre Birmingham City (2-2), avant d'être écarté au profit d'Ivo Pinto.
Le 20 août 2018, il est prêté à Fleetwood Town (League One) jusqu'en janvier.

### Blackpool
Le 26 juillet 2019, Husband rejoint Blackpool (League One) en prêt pour la saison. Il reçoit un carton rouge lors de son deuxième match contre Southend United (victoire 3-1). Le 25 janvier 2020, son transfert devient permanent avec un contrat de 18 mois.
Neil Critchley le nomme capitaine de Blackpool pour la saison 2024-2025, succédant à Oliver Norburn.
Le 20 janvier 2025, Husband dispute son 200e match avec Blackpool.

## Palmarès

### En club
- Doncaster Rovers
  - Champion d'Angleterre de troisième division en 2013.